# Зв'язність на векторних розшаруваннях
Зв'язність на векторних розшаруваннях в диференціальній геометрії дозволяє ввести на довільних векторних розшаруваннях такі поняття як паралельне перенесення, тензори кривини і кручення і інші. Таким чином значна частина теорії і ідей може бути перенесена з гладких многовидів і їх дотичних розшарувань на векторні розшарування. Для зв'язності на векторних розшарування часто також використовується термін зв'язність Кошуля на честь французького математика Жана-Луї Кошуля.

## Означення
Нехай E → M — гладке векторне розшарування над диференційовним многовидом M. Позначимо множину гладких перетинів розшарування E як Γ(E). Звязністю на E називається ℝ-лінійне відображення
{\displaystyle \nabla :\Gamma (E)\to \Gamma (E\otimes T^{*}M)}
для якого також виконується правило добутку
{\displaystyle \nabla (\sigma f)=(\nabla \sigma )f+\sigma \otimes df}
для всіх гладких функцій f на многовиді M і всіх гладких перетинів σ розшарування E.
Зважаючи на властивості тензорних добутків векторних розшарувань і їх перетинів для області значень також можна дати еквівалентні інтерпретації:
{\displaystyle \Gamma (E\otimes T^{*}M)\cong \Omega ^{1}(M)\otimes _{C^{\infty }(M)}\Gamma (E)\cong \operatorname {Hom} _{C^{\infty }(M)}(\Gamma (TM),\Gamma (E)),}
де другий тензорний добуток та множина лінійних відображень визначені для модулів над кільцем {\displaystyle C^{\infty }(M)} гладких функцій на многовиді M, а {\displaystyle \Omega ^{1}(M)} позначає множину диференціальних 1-форм на M.
Зокрема, розглядаючи останній термін в цій еквівалентності, якщо X є векторним полем на M (тобто гладким перетином дотичного розшарування TM) можна ввести коваріантну похідну за напрямком X:
{\displaystyle \nabla _{X}:\Gamma (E)\to \Gamma (E)}
прийнявши ∇Xσ = (∇σ)(X). Дана коваріантна похідна задовольняє властивості:
{\displaystyle {\begin{aligned}&\nabla _{X}(\sigma _{1}+\sigma _{2})=\nabla _{X}\sigma _{1}+\nabla _{X}\sigma _{2}\\&\nabla _{X_{1}+X_{2}}\sigma =\nabla _{X_{1}}\sigma +\nabla _{X_{2}}\sigma \\&\nabla _{X}(f\sigma )=f\nabla _{X}\sigma +X(f)\sigma \\&\nabla _{fX}\sigma =f\nabla _{X}\sigma .\end{aligned}}}
Навпаки кожен оператор, що задовольняє ці властивості визначає зв'язність на E. Тобто еквівалентно зв'язність можна визначити як оператор 
{\displaystyle \nabla :\Gamma (TM)\otimes \Gamma (E)\rightarrow \Gamma (E)}
що задовольняє вказані умови.

## Форма зв'язності
Нехай тепер {\displaystyle U\subset M} — відкрита підмножина, така що {\displaystyle E|_{U}:=\pi ^{-1}(U)} є тривіальним векторним розшаруванням. Якщо {\displaystyle e_{1},\ldots ,e_{n}\in \Gamma (E|_{U})} — гладкі перетини, такі що для кожної точки {\displaystyle p\in U} вектори {\displaystyle e_{1}(p),\ldots ,e_{n}(p)} утворюють базис векторного простору {\displaystyle \pi ^{-1}(p)} (такі множини перетинів називаються реперами на {\displaystyle U}), то з використанням позначень вище елементи тензорного добутку {\displaystyle \Omega ^{1}(U)\otimes _{C^{\infty }(U)}\Gamma (E|_{U})} можна записати як {\displaystyle \sum _{i=1}^{n}\omega _{i}\otimes e_{i}} для деяких {\displaystyle \omega _{i}\in \Omega ^{1}(U).}
Відповідно для зв'язності {\displaystyle \nabla } на розшаруванні E на обмеженні {\displaystyle E|_{U}} можна записати:
{\displaystyle \nabla (e_{i})=\sum _{j=1}^{n}A_{ij}\otimes e_{j},\;\;\;i=1,\ldots ,n}
де {\displaystyle A_{ij}\in \Omega ^{1}(U)} — елементи матриці, що називається формою зв'язності для  {\displaystyle e_{1},\ldots ,e_{n}} і позначається A.
Навпаки для довільної матриці елементи якої належать {\displaystyle \Omega ^{1}(U)} і репера {\displaystyle e_{1},\ldots ,e_{n}} на {\displaystyle U}, формула вище визначає зв'язність на  {\displaystyle \Gamma (E|_{U}).}
Оскільки {\displaystyle s\in \Gamma (E|_{U})} можна однозначно записати як {\displaystyle s=\sum _{i=1}^{n}s_{i}e_{i},} де {\displaystyle s_{i}\in C^{\infty }(U)}, то отримуємо:
{\displaystyle \nabla \left(\sum _{i=1}^{n}s_{i}e_{i}\right)=\sum _{i=1}^{n}ds_{i}\otimes e_{i}+\sum _{i=1}^{n}s_{i}\nabla e_{i}=\sum _{i,j=1}^{n}(ds_{i}+s_{i}A_{ij})\otimes e_{j}.}

## Побудова нових зв'язностей зі старих
- Зворотне відображення. З гладким відображенням {\displaystyle f:M'\rightarrow M} пов'язане векторне розшарування на {\displaystyle M'}, що позначається {\displaystyle f^{*}E} шаром якого в точці {\displaystyle p} є шар E в точці {\displaystyle f(p)}. Зв'язність {\displaystyle \nabla } на E індукує зв'язність {\displaystyle f^{*}\nabla } на {\displaystyle f^{*}E}. Для гладкого перетину s на E і для вектора {\displaystyle X\in T_{p}M'}, можна визначити :{\displaystyle f^{*}\nabla _{X}(s\circ f)=\nabla _{df(X)}s\circ f}. Локальні перетини на {\displaystyle f^{*}E} породжуються перетинами виду {\displaystyle s\circ f} і тому зв'язність визначена попередньою формулою лише для деяких перетинів продовжується до зв'язності визначеної всюди. Вона і називається зворотним відображенням зв'язності {\displaystyle \nabla }.

Якщо {\displaystyle \nabla =\nabla ^{1}} і {\displaystyle \nabla ^{2}}  — зв'язності визначені відповідно на векторних розшаруваннях E=E1 і E2 з єдиним базисним простором M, то також можна ввести зв'язності :
- Зв'язність на прямій сумі {\displaystyle E_{1}\oplus E_{2}}, що позначається {\displaystyle \nabla ^{1}\oplus \nabla ^{2}} :

{\displaystyle (\nabla ^{1}\oplus \nabla ^{2})_{X}(s_{1}\oplus s_{2})=\nabla _{X}^{1}s_{1}\oplus \nabla _{X}^{2}s_{2}} ;
- Зв'язність на тензорному добутку {\displaystyle E_{1}\otimes E_{2}}, що позначається {\displaystyle \nabla ^{1}\otimes \nabla ^{2}} :

{\displaystyle (\nabla ^{1}\otimes \nabla ^{2})_{X}(s_{1}\otimes s_{2})=\nabla _{X}^{1}s_{1}\otimes s_{2}+s_{1}\otimes \nabla _{X}^{2}s_{2}} ;
- Зв'язність на двоїстому розшаруванні E* :

{\displaystyle X\cdot \lambda (s)=(\nabla _{X}\lambda )(s)+\lambda (\nabla _{X}s)} ;
- Зв'язність на розшаруванні {\displaystyle End(E_{1},E_{2})} :

{\displaystyle \nabla _{X}(\phi (s))=(\nabla _{X}\phi )(s)+\phi (\nabla _{X}s)}.

## Паралельне перенесення
Нехай додатково до всіх понять введених вище також {\displaystyle \gamma :[0,1]\to M}— гладка крива і {\displaystyle {\dot {\gamma }}(t)} — відповідне дотичне поле. Довільний гладкий перетин {\displaystyle s\in \Gamma (E)} тоді індукує перетин вздовж кривої {\displaystyle s(t):=s(\gamma (t)).}
Зв'язність {\displaystyle \nabla :\Gamma (TM)\otimes \Gamma (E)\rightarrow \Gamma (E)} однозначно визначає  оператор {\displaystyle \nabla _{{\dot {\gamma }}(t)}s(t)} значення якого теж є гладким перетином вздовж кривої. 
Перетин {\displaystyle s(t)} називається паралельним вздовж кривої {\displaystyle \gamma (t)}, якщо виконується умова
{\displaystyle \nabla _{{\dot {\gamma }}(t)}s(t)=0,\;\;\forall t\in [0,1].}
Паралельний вздовж кривої перетин має задовольняти систему диференціальних рівнянь і з теорії цих рівнянь випливає існування і єдиність такого перетину для заданого початкового значення {\displaystyle s(0).} Таким чином для даної кривої {\displaystyle \gamma (t)} визначено відображення з векторного простору {\displaystyle E_{\gamma (0)}} у векторний простір {\displaystyle E_{\gamma (1)}}, яке загалом залежить від кривої, що сполучає точки і введеної на розшаруванні зв'язності. Визначене таким чином відбраження є лінійним ізоморфізмом цих просторів. Більш загально лінійний ізоморфізм визначений між простором {\displaystyle E_{\gamma (0)}} і просторами над усіма точками кривої {\displaystyle \gamma (t)}. Ці відображення називають паралельними перенесенями векторів з {\displaystyle E_{\gamma (0)}} вздовж кривої {\displaystyle \gamma (t).}

## Оператори вищих порядків
Нехай E → M — векторне розшарування. На ньому можна визначити простори векторозначних диференціальних форм
{\displaystyle \Omega ^{r}(E)=\Omega ^{r}(M)\otimes _{C^{\infty }(M)}\Gamma (E).}
Нехай також за означенням
{\displaystyle \Omega ^{0}(E)=\Gamma (E).\,}
Тоді в цих позначеннях зв'язність на E → M є лінійним відображенням
{\displaystyle \nabla :\Omega ^{0}(E)\to \Omega ^{1}(E).}
На просторах {\displaystyle \Omega ^{r}(E)} можна ввести добуток. Нехай {\displaystyle E_{1},E_{2}} — векторні розшарування над многовидом M. Тоді можна ввести білінійний добуток
{\displaystyle \wedge :\left(\Omega ^{i}(E_{1}),\Omega ^{j}(E_{2})\right)\to \Omega ^{i+j}(E_{1}\otimes E_{2}),}
прийнявши
{\displaystyle (\omega \otimes s)\wedge (\tau \otimes t)=\omega \wedge \tau \otimes (t\otimes s),\;\;\forall \;\omega \in \Omega ^{i}(M),\tau \in \Omega ^{j}(M),s,t\in \Gamma (E).}
Також для  {\displaystyle E=M\otimes \mathbb {R} } множина {\displaystyle \Omega ^{r}(E)} є ізоморфною до множини {\displaystyle \Omega ^{r}(M)}.
Тоді існує єдина множина лінійних операторів
{\displaystyle d^{\nabla }:\Omega ^{r}(E)\to \Omega ^{r+1}(E).}
для яких виконуються умови:
- {\displaystyle d^{\nabla }=\nabla ,\;\;j=0}
- {\displaystyle d^{\nabla }(\omega \wedge \tau )=d\omega \wedge \tau +(-1)^{i}\omega \wedge d^{\nabla }\tau ,\;\;\forall \;\omega \in \Omega ^{i}(M)\cong \Omega ^{i}(M\otimes \mathbb {R} ),\;\tau \in \Omega ^{j}(E).}

А саме для {\displaystyle \omega \in \Omega ^{j}(M),s\in \Gamma (E)} дане відображення однозначно визначене як:
{\displaystyle d^{\nabla }(\omega \otimes s)=d\omega \otimes s+(-1)^{j}\omega \wedge \nabla s.}
Ці відображення можна розглядати як узагальнення зовнішньої похідної, проте у цьому випадку не обов'язково (d∇)2 = 0. Натомість оператор (d∇)2 є пов'язаним з кривиною у векторних розшаруваннях.

## Кривина
Кривиною зв'язності ∇ на E → M є 2-форма F∇ на M із значеннями в розшаруванні ендоморфізмів End(E) = E⊗E*.  Тобто
{\displaystyle F^{\nabla }\in \Omega ^{2}(\mathrm {End} \,E)=\Gamma (\mathrm {End} \,E)\otimes _{C^{\infty }(M)}\Omega ^{2}(M)).}
Її можна визначити рівністю
{\displaystyle F^{\nabla }(X,Y)(s)=\nabla _{X}\nabla _{Y}s-\nabla _{Y}\nabla _{X}s-\nabla _{[X,Y]}s}
де X іY є векторними полями на M, а s є гладким перетином E. 
Еквівалентно {\displaystyle F^{\nabla }=d^{\nabla }\circ \nabla :\Omega ^{0}(E)\to \Omega ^{2}(E).} Дане відображення є {\displaystyle C^{\infty }(M)}-лінійним гомоморфізмом модулів.